# Calvin Coolidge
John Calvin Coolidge Jr. (Plymouth, Vermont, 4. srpnja 1872. - Northampton, Massachusetts, 5. siječnja 1933.) je američki političar, najpoznatiji po tome što je bio 30. predsjednik SAD.
John Calvin Coolidge rodio se u Vermontu, u porodici vlasnika seoske trgovine. Roditeljski dom je napustio kako bi na Amherst Collegeu u Massachusettsu studirao pravo. Diplomirao je godine 1895. i nakon toga je otišao u Northampton gdje se počeo baviti advokaturom.
Godine 1899. Coolidge je po izabran u gradsko vijeće Northamptona. Sljedeće je godine postao gradski pravobranitelj, i na toj dužnosti ostao dvije godine. Potom je služio u tamošnjem sudu.
Godine 1905. Coolidge se oženio za Grace Anna Goodhue, učiteljicu u lokalnoj školi za gluhe. Ona će mu kasnije roditi dva sina, te imati važnu ulogu u njegovoj političkoj karijeri, s obzirom na to da je njen šarm kompenzirao Coolidgeovu notornu nelagodu u međuljudskim odnosima.
Coolidge je 1907. izabran za zastupnika u skupštini Massachusettsa, a godine 1910. je postao gradonačelnik Northamptona. To je bio početak njegovog političkog uspona. Godine 1912. je izabran u državni senat, gdje je od 1914. služio kao predsjednik tog zakodonodavnog tijela. Godine 1917. postao je viceguverner, a 1919. godine guverner Massachusettsa.
Coolidge kao član Republikanske stranke formalno nije pripadao njenom progresivnom, odnosno reformskom krilu, ali se kao guverner zalagao za reformske mjere poput uvođenja kontrole cijena, ograničenja radnog vremena, ukidanja dječjeg rada te čak i za obavezno sudjelovanje predstavnika radnika u upravnim odborima korporacija. Ipak, pažnju nacionalne javnosti je ipak najviše privuklo njegovo slanje Nacionalne garde u Boston kako bi se slomio štrajk tamošnje policije.
Ta odlučna akcija ga je učinilo jednim od favorita reformskog krila u Republikanskoj stranci, ali njihov pokušaj da ga na konvenciji 1920. godine učine predsjedničkim kandidatom je rezultirao samo potpredsjedničkim mjestom u kampanji bezličnog Warrena G. Hardinga. Harding je izabran za predsjednika, a Coolidge postao njegov potpredsjednik.
Coolidge nije igrao važnu ulogu u administraciji, ali se sve promijenilo kada je 3. kolovoza 1923., prilikom posjete rodnom mjestu, probuđen iz kreveta da bi mu rekli kako je Harding nekoliko sati ranije preminuo u Kaliforniji. Coolidge je probudio svog oca, inače lokalnog javnog notara, kako bi na porodičnoj Bibliji položio predsjedničku zakletvu. Dan kasnije u Washingtonu je zakletvu ponovio pred sucem Vrhovnog suda Williamom Howardom Taftom.  
Coolidgeova administracija je predstavljala istovremeno i kontinuitet i prekid s Hardingovom. Coolidge je, slično kao i Harding, držao da se federalna vlada ne treba petljati u ekonomiju te je nastavio s laissez faire politikom. Međutim, nedostatak skandala, kao i nesklonost da se upliće u bilo kakve afere je Coolidgea učinilo miljenikom američke javnosti. Jedini značajniji događaj iz tog doba bilo je formalno davanje američkog državljanstva Indijancima u tadašnjim rezervatima godine 1924.
Iste je godine Coolidge glatko izabran za republikanskog predsjedničkog kandidata. Demokrati, podijeljeni po pitanju prohibicije i odnosa prema Ku Klux Klanu, mu se nisu mogli suprotstaviti sa svojim kandidatom Johnom W. Davisom te su na izborima imali jedan od najgorih rezultata u povijsti.
Prilikom kampanje je Coolidge po prvi put koristio radio kao novi i prilično popularni medij. Coolidge bi vjerojatno razbio Hardingov rekord u postocima, da velik broj glasača nije odnio progresivac Robert La Folette. No, i 54 % glasova je bilo dovoljno za jednu od najblistavijih republikanskih pobjeda u povijesti. 
Coolidge je svoju pobjedu prije svega imao zahvaliti izvrsnom stanju američke ekonomije koja je nastavila svoj poratni bum, od čega su koristi imali i srednji slojevi stanovništva. Zato je mogao dozvoliti ne samo da provodi laissez faire politiku, nego i da smanjuje poreze i carine. Jedina stvar koja je mogla zaustaviti taj trend bila je, po Coolidgeovom mišljenju, izbijanje novog rata, pa je zato njegova administracija bila jedan od inicijatora Briand-Kellogov pakta kojim su države-potpisnice po prvi put u historiji odrekle oružanog rješavanja međusobnih sporova.
Coolidge, čija administracija možda najbolje odgovara opisu Burnih dvadesetih, u Bijeloj kući je 1924. godine doživio tragediju kada mu je umro sin. Nakon tog događaja i nakon izbora, Coolidge se sve više počeo povlačiti iz javnog života, te je prije isteka mandata izjavio kako se neće natjecati na izborima 1928. godine.
Nakon izlaska iz Bijele kuće, Coolidge je neko vrijeme služio u Željezničkoj komisiji, kao i direktor osiguravajućeg društva. Godine 1929. je napisao autobiografiju, a kraće vrijeme pisao i novinske kolumne. Godine 1932. bio je duboko razočaran pobjedom Franklina Roosevelta na predsjedničkim izborima i izjavio "kako osjeća da je njegovo vrijeme prošlo". Nekoliko tjedana kasnije je umro od koronarne tromboze u dobi od 60 godina.

## Vanjske poveznice
- Official White House biography  Arhivirana inačica izvorne stranice od 18. lipnja 2005. (Wayback Machine)
- Inaugural Address
- Audio clips of Coolidge's speeches
- 1st State of the Union Address of Calvin Coolidge  Arhivirana inačica izvorne stranice od 7. ožujka 2007. (Wayback Machine)
- 2nd State of the Union Address of Calvin Coolidge  Arhivirana inačica izvorne stranice od 2. svibnja 2006. (Wayback Machine)
- 3rd State of the Union Address of Calvin Coolidge  Arhivirana inačica izvorne stranice od 2. svibnja 2006. (Wayback Machine)
- 4th State of the Union Address of Calvin Coolidge  Arhivirana inačica izvorne stranice od 2. svibnja 2006. (Wayback Machine)
- 5th State of the Union Address of Calvin Coolidge  Arhivirana inačica izvorne stranice od 2. svibnja 2006. (Wayback Machine)
- 6th State of the Union Address of Calvin Coolidge  Arhivirana inačica izvorne stranice od 2. svibnja 2006. (Wayback Machine)
- Calvin Coolige Memorial Foundation
- Prosperity and Thrift: The Coolidge Era at the Library of Congress
- Calvin Coolidge Links  Arhivirana inačica izvorne stranice od 6. veljače 2007. (Wayback Machine)
- Find-A-Grave profile for Calvin Coolidge